# Супербоул X
Супербоул X (англ. Super Bowl X) — десятая решающая игра НФЛ. Сражение Американской и Национальной Футбольных Конференций. В матче играли Питтсбург Стилерз от Американской футбольной конференции и Даллас Ковбойз от Национальной конференции. Питтсбург выиграл 21-17.

## Трансляция
В США игру транслировал CBS. 30-секундная реклама стоила 110 тыс. долларов США.

## Ход матча
ПЕРВАЯ ПОЛОВИНА
В первой половине Даллас сделал тачдаун и филд гол, а Питтсбург только один филд гол. Больше команды очки в первой половине не набирали.
ВТОРАЯ ПОЛОВИНА
В третьей четверти очки команды не набирали. Зато в четвёртой четверти пять раз. Сначала Питтсбург сделал сейфти и два филд гола. Ближе к концу матча Стилерз делают тачдаун. Ковбойз тоже сделали тачдаун, но вместо того чтобы сыграть двух очковую, (чтобы филд гол Далласа сравнивал счет) они пробили экстрапоинт. Команды не наберут очки и матч закончится победой Питтсбург со счетом 21-17.
Суперкубок X: Питтсбург Стилерз 21, Даллас Ковбойз 17
|               | 1 | 2 | 3 | 4  | Всего |
| ------------- | - | - | - | -- | ----- |
| Ковбойз (НФК) | 7 | 3 | 0 | 7  | 17    |
| Стилерс (АФК) | 7 | 0 | 0 | 14 | 21    |

в Оранж Боул , Майами, Флорида
- Дата : 18 января 1976 г.

PIT-Питтсбург, DAL-Даллас, ЭП-Экстрапоинт
■ Первая четверть:
- 10:24-DAL-29-ярдовый тачдаун+ЭП, Даллас повел 7-0
- 5:57-PIT-7-ярдовый тачдаун+ЭП, Ничья 7-7

■ Вторая четверть:
- 14:45-DAL-36-ярдовый филд гол, Даллас повел 10-7

■ Третья четверть:
■ Четвёртая четверть:
- 11:28-PIT-блокировка панта от Питтсбурга. Мяч уходит через зачетную зону Далласа, Даллас ведет 10-9
- 8:41-PIT-36-ярдовый филд гол, Питтсбург повел 12-9
- 6:37-PIT-18-ярдовый филд гол, Питтсбург ведет 15-9
- 3:02-PIT-64-ярдовый тачдаун, но экстрапоинт не удачен, Питтсбург ведет 21-10
- 1:48-DAL-34-ярдовый тачдаун+ЭП, Питтсбург ведет 21-17